# 이노우에 게이이치
이노우에 게이이치(일본어: 井上 圭一, 1951년 10월 4일 ~ )는 일본의 전 프로 야구 선수이다. 시즈오카현 후지시 출신이며 현역 시절 포지션은 투수였다.

## 인물
시즈오카 현립 요시와라 공업고등학교를 거쳐 미쓰비시 자동차 가와사키(1970년에 미쓰비시 자동차 공업 가와사키 공장으로 변경)에 입사, 이케다 젠고와 함께 좌우의 두 기둥으로 활약했다. 1970년 11월에 도에이 플라이어스로부터 드래프트 2순위 지명을 받았지만 입단 거부했다.
1971년 도시 대항 야구 대회에 출전했지만 1차전에서 신일본제철 히로하타의 미사와 준 등과 투수전을 벌인 끝에 패했다. 같은 해 11월 드래프트 회의에서 롯데 오리온스로부터 전체 1순위로 지명을 받았지만 협상권을 보류하고 이듬해 1972년 도시 대항 야구 대회에 출전했다. 이 대회의 준준결승전에서는 덴덴 규슈를 상대로 선발 등판하여 승리 투수가 됐다. 팀은 결승까지 진출했지만 일본악기의 니미 사토시에게서 완봉패를 당해 준우승에 그쳤다. 팀 동료로는 하라다 도시하루, 스즈키 히로아키, 나가오 야스노리(이스즈 자동차로부터 보강) 등이 있었다. 그 후 드래프트 마감 기한 전에 롯데 오리온스에 입단했다.
롯데에선 프로 1년째부터 공식전 등판을 이뤘지만 4경기에만 겨우 등판했고 2년째는 팔꿈치 부상 등의 영향으로 활약하지 못했다. 1974년 시즌 종료 후 이케베 이와오와 함께 스즈키 기요타케, 우에쓰지 오사무, 오가와 세이이치, 모리야마 마사요시, 히라야마 히데오 등과의 2대 5 맞트레이드로 한신 타이거스에 이적했다. 하지만 한신에서도 공식전에서의 단 한 번도 등판 기회를 얻지 못했고 그 해를 끝으로 퇴단, 24세의 나이로 야구계를 은퇴했다.
현역 시절 주무기는 직구와 커브, 체인지업도 드물게 던졌다.

## 상세 정보

### 출신 학교
- 시즈오카 현립 요시와라 공업고등학교

### 선수 경력
- 미쓰비시 자동차 가와사키
- 롯데 오리온스(1973년 ~ 1974년)
- 한신 타이거스(1975년)

### 등번호
- 19(1973년 ~ 1974년)
- 43(1975년)

### 연도별 투수 성적
| 연 도      | 소 속      | 등 판 | 선 발 | 완 투 | 완 봉 | 무 4 구 | 승 리 | 패 전 | 세 이 브 | 홀 드 | 승 률 | 타 자 | 이 닝 | 피 안 타 | 피 홈 런 | 볼 넷 | 고 4 | 몸 맞 | 탈 삼 진 | 폭 투 | 보 크 | 실 점 | 자 책 점 | 평 자 책 | W H I P |
| ---------- | ---------- | ----- | ----- | ----- | ----- | ------- | ----- | ----- | -------- | ----- | ----- | ----- | ----- | -------- | -------- | ----- | ---- | ----- | -------- | ----- | ----- | ----- | -------- | -------- | ------- |
| 1973년     | 롯데       | 4     | 1     | 0     | 0     | 0       | 0     | 0     | --       | --    | ----  | 21    | 4.2   | 3        | 1        | 3     | 0    | 0     | 1        | 0     | 0     | 4     | 0        | 0.00     | 1.29    |
| 통산 : 1년 | 통산 : 1년 | 4     | 1     | 0     | 0     | 0       | 0     | 0     | --       | --    | ----  | 21    | 4.2   | 3        | 1        | 3     | 0    | 0     | 1        | 0     | 0     | 4     | 0        | 0.00     | 1.29    |